# Sedmina
A Sedmina egy szlovén folkegyüttes, amely 1977-ben alakult Ljubljanában. Két album kiadása után az alapító tagok elváltak és az együttes feloszlott. Mindketten szólókarrierbe kezdtek, Dolenc Duma néven alapított együttest új feleségével, Klarisa Jovanović-csal az 1980-as évek végén, ebből kelt életre az új Sedmina, mellyel az 1990-es években három új lemezt jelentettek meg.

## Tagok
- Melita Osojnik (ének, 1977-82)
- Veno Dolenc (akusztikus gitár, ének)
- Lado Jakša (klarinét, zongora, furulya)
- Edi Stefančič (akusztikus gitár)
- Bozidar Ogorevc (hegedű, viola)
- Mitja Perko (gitár)
- Slavko Meglic (basszus)
- Jean-Pierre Babatunde (ütős hangszerek)

## Lemezeik
- Melita & Veno Dolenc (1980)
- II. Dejanje (1982)
- Rojstvo idola (1993)
- Onkraj reke (1997)
- Stekleni čas (1999)